# بيورن بويسن
بيورن بويسن (بالنرويجية البوكمول: Bjørn Boysen)‏ هو موسيقي نرويجي، ولد في 3 ديسمبر 1943 في أوسلو في النرويج، وتوفي في 30 يناير 2018.